# Leandro Fanta
Pour les articles homonymes, voir Fanta (homonymie).
Leandro Ferreira Brito dit Leandro Fanta, né le 6 mai 1985 à Rio de Janeiro, est un joueur de beach soccer international brésilien. Il évolue au poste de gardien de but.
Leandro joue aussi au futsal sous les couleurs de Flamengo, América et Tio Sam.

## Biographie
Leandro Fanta est formé au Vasco da Gama.

## Palmarès

### En sélection
| Compétitions mondiales                                                                          | Compétitions continentales                                                             |
| ----------------------------------------------------------------------------------------------- | -------------------------------------------------------------------------------------- |
| - Coupe du monde - Finaliste en 2011 - 3e en 2013 - Coupe intercontinentale - Finaliste en 2012 | - Championnat CONMEBOL (5) - 3e en 2013 - Copa América (2) - Vainqueur en 2012 et 2013 |

### En club
Rio de Janeiro
- Champion des États brésiliens en 2009

 Botafogo
- Vainqueur de la Coupe du Brésil en 2011
- 4e de la Coupe du monde des clubs en 2013

 Sporting Portugal
- Finaliste de la Coupe du monde des clubs en 2011

 Santos
- Quart de finaliste de la Coupe du monde des clubs en 2012

### Trophées de meilleur gardien
| Avec le Brésil                                           | En club                                                              |
| -------------------------------------------------------- | -------------------------------------------------------------------- |
| - Copa América en 2013 - Copa das Nações en janvier 2013 | - Coupe du Brésil en 2011 - Championnat des États brésiliens en 2012 |

- de la Coupe de Rio en 2011
- du championnat Capixaba en 2013